# Helan och Halvan som sotare
Helan och Halvan som sotare (engelska: Dirty Work) är en amerikansk komedifilm med Helan och Halvan från 1933 regisserad av Lloyd French.

## Handling
Helan och Halvan är sotare och ska sota en skorsten hos professor Noodle, men gör fiasko. Samtidigt har professorn uppfinnit ett elixir som kan föryngra levande varelser.

## Om filmen
När filmen hade Sverigepremiär gick den under titeln Helan och Halvan som sotare. En alternativ titel till filmen är Föryngringsprofessorn.

## Rollisa (i urval)
- Stan Laurel – Stan (Halvan)
- Oliver Hardy – Ollie (Helan)
- Lucien Littlefield – professor Noodle
- Sam Adams – betjänten Jessup[1]